# Ribautodelphax albostriatus
Ribautodelphax albostriatus är en insektsart som först beskrevs av Franz Xaver Fieber 1866.  Ribautodelphax albostriatus ingår i släktet Ribautodelphax, och familjen sporrstritar. Arten är reproducerande i Sverige.